# American Towers Tower Alleman
Der American Towers Tower Alleman ist ein 609,3 Meter hoher Sendemast von American Tower in der Nähe von Alleman (Polk County), Iowa, USA. Der abgespannte Stahlfachwerkmast wurde 1974 errichtet und dient der Verbreitung von UKW- und Fernsehprogrammen.
Weitere Sendemasten von American Towers sind Tower Eglin-29045 und Tower Liverpool.